# 倫敦國際廣播電台
倫敦國際廣播電台（Spectrum Radio International）是英國一個已結束的電台。每日廿四小時網上廣播，內容具歷史之多元文化，國際地區語言節目達廿三種，更曾為英國唯一會以中文廣播的電台。

## 歷史
「倫敦國際廣播電台」創立於1990年，原定於6月1日啟播。因受到非法電台之訊號干擾，延至該年6月25日正式啟播。首播之第一年，英國電台管理局加撥臨時播放頻道990AM，與558AM同步廣播，以確保該台可提供一定之服務水平。
該台創辦以來，不但為英國不同之國際社群提供豐富之廣播節目，多年來更舉辦了不少大型之戶外廣播節目。其中包括與八百伴商場舉行之中秋煙花匯演，參與倫敦華埠街坊會在萊斯特廣場舉辦之新春表演節目，獅子會及中文學校聯會協辦之龍舟同樂日，香港主權移交衛星轉播大型文化匯演等節目，不勝枚舉。
另外，又舉辦多項影響深遠之選舉活動，包括模範長者選舉，傑出華人女性選舉，至尊金曲大獎等等。2007年更創辦「金彩虹大獎」表揚對英國華人社區作出貢獻之中外人士。首年之金彩虹至尊大獎金獎得主為倫敦市長肯·利文斯通。
該台於2007年六月慶祝十七周年，成立華人社區互動網絡（SCCN），加強與聽眾之互動交流。啟動當日之嘉賓為香港駐倫敦經貿辦事處（HKETO）處長胡寶珠。
鑑於英國傳媒缺乏華人觀點，該台又宣佈將為年青華人提供多項訓練課程，鼓勵更多華人投身傳媒工作，以提高華人在英之社會地位。
2020年2月25日，倫敦國際廣播電台被英國高等法院頒布清盤令，AM及DAB牌照均被吊銷。在清盤令前，電台透過大氣電波能遍及英國南部，覆蓋的地區人口超過八百多萬。收聽範圍廣泛：由倫敦遠至根德郡、百福郡、雅適斯、劍橋、牛津、諾定咸、伯明翰、南威爾斯、修咸頓、塞錫斯及布萊頓地區均有不少的聽眾。該台之播放頻道為中波558。（即Medium Wave 558kHz，中波558MW或調幅AM558。）部份節目以數碼廣播，分別可以SKY衛星系統或DAB接收。停止了大氣廣播後，倫敦國際廣播電台繼而轉為網絡電台作直播，至2021年11月18日結束。

## 倫敦國際廣播電台中文節目
倫敦國際廣播電台中文節目 （簡稱：558.net；英語：Spectrum Radio Chinese Programme）為倫敦國際廣播電台豁下的中文節目。每日風雨不改，為在英華人聽眾製作多元化及資訊性豐富的華語節目。
華語節目「城市好時光」自1990年6月25日啟播以來，深受聽眾歡迎。現已進入數碼年代，節目亦延長廣播時間。每日下午五至六時以廣東話播放，六至七時以普通話播放，是英國唯一每日播放的華人節目，亦是英國本地華人社區中最具歷史之電子媒體。全世界播放。
每日節目內容多元化，資訊娛樂並重，每日播放新聞報導及金融消息，非常迎合英國華人口味。2012年推出節目「英倫好時光」介紹流行歌曲、娛樂圈動態、影視快訊、華埠通訊、社區小報告及飲食業情報；節目經常推出遊戲環節，送出豐富獎品。
倫敦國際廣播電台中文節目從2010年開始DAB數碼廣播，並加設華人音樂廿四小時網上頻道，聽眾可以隨時到官網558.net重溫節目。除了使用DAB數碼收音機收聽中文節目之外，自2012年11月開始，倫敦國際廣播電台實行廣播全球化，世界各地的聽眾都可使用流動電話下載免費軟件(APP) 558.net app收聽節目，將倫敦推廣到世界各地。
在未來，倫敦國際廣播電台中文節目希望利用高科技進軍電台電視領域，以多元化，互動，有聲有畫的直播，將中文節目廣播帶領到新紀元。

## 大型活動
倫敦國際廣播電台中文節目經常在英國舉行不同的戶外大型活動，以促進在英華人和英國人之間的了解，同時在英國推廣宣揚中國文化，讓英國人更加了解中國人。
歷年重要活動包括在1997年7月1日舉辦了連續三天的慶祝活動，與所有在英華人及英國人一起見證歷史性的一刻。另外電台在1998年創先河在中秋節放煙花慶祝，這是當時倫敦前所未有的。
電台每年於中國傳統節日如農曆新年、中秋節、端午節都會舉行戶外大型活動。由初期簡單舞台發展成大型主流活動，讓在英華人感受節日氣氛，亦令更多英國人認識中國傳統文化。現時傳統節日舉辦的戶外大型慶祝活動大部份皆由倫敦西敏寺市政府主辦。
在2012年倫敦舉辦奧運會時，電台亦派出青年廣播計劃成員參與奧運大使計劃，與華人資料及咨詢中心合作，向來自世界各地的旅客推廣倫敦唐人街。

## 社區活動
倫敦國際廣播電台中文節目關心在英華人事務，熱心投入各種社區活動。例如與英國華人參政計劃合作，呼籲在英華人積極參與英國大選。電台DJ以及英國華人參政計劃亦曾親自到蘇格蘭及北愛爾蘭，呼籲在英華人參選。
除了關心本地事務外，電台亦關心世界大事，對台灣風災、日本地震、四川地震等的賑災活動不遺餘力。更曾於1992年在Save the Children籌募活動中籌得高額善款，獲得安妮公主嘉許。

## 節目
截至2021年11月18日停播日前，倫敦國際廣播電台中文節目廣東話節目於每日晚上六點至七點進行直播，普通話節目則在五點至六點直播。
現場節目：
星期一至五：
（廣東話節目）城市好時光
（普通話節目）英倫好時光
星期六：
（廣東話節目）經典金曲大檢閱
（普通話節目）至尊金曲流行榜巡禮
星期日：
（廣東話節目）皇兒駕到
（普通話節目）普通話音樂頻道

## 歷年節目
90年代：何時何地何景霖，MUSIC MUSIC 珊珊，三個小天使
2000年代：英倫好時光，周末勁歌速遞，Andy Leung音樂節目，大不列顛顛顛女孩週記，皇兒駕到

## 華人青年廣播計劃
華人青年廣播計劃：
為培訓新一代在英華人青少年，幫助他們發掘自己潛質，孕育新一代DJ，倫敦國際廣播電台中文節目於2006年首次創辦傳媒精英訓練班（Pilot Scheme），得到很好的迴響，中文節目再接再厲，於2007年擴大計劃，更名爲華人青年廣播計劃（Chinese Youth Radio ，一直舉辦至今。華人青年廣播計劃每年有兩次招生，歡迎16至25歲在英華人青年參加。學員除了有機會參與電台直播室實習以外，也會安排他們參與各界不同活動，戶外廣播，從而加深他們對社會認識，投入公益事務。
除了參加華人青年廣播計劃外，倫敦國際廣播電台中文節目歡迎學生報名實習。cjpx

## 歷年著名主持人
- DJ Alice - 92年及2002年獲得兩次全英華人十大成功女性。學生時代加入曼城BBC中文電台。後來成為全國第一個在黑人SUNSET RADIO，創立一星期三晚中文節目「龍之星」，全國創新。同時為英國華人參政計劃的資深義工。
- Joseph - 華人參政計畫CEO
- 珊珊 - 出色公關傳媒人MARKETING
- 張敬龍 - 19歲時參選過歐洲議會議員
- 馮德賢 - 資深新聞總監
- 蘇彩燕 - 現於香港商界發展
- 何景霖 - 現於香港商界發展
- 張燕琳 - 澳門成功MARKETING
- 謝利 - 香港數碼電台DJ
- Andy Leung - BEAT NATION
- 毛啟康 - 最搞笑和非常受歡迎的DJ，現於香港商界發展
- 吳麗名 (小天使) - 現於香港商界發展
- 黎京玫 (皇兒) - 參加第一屆英國水立方盃歌唱比賽，代表英國被派往北京同其他海外參賽者角逐
- 李嘉敏 - 享譽全球的英國設計學府Central St Martin畢業生，為華人青年廣播計畫籌募經費設計558環保袋
- 袁麗明 (丁丁) - 中國出色傳媒人
- 劉潔玲 - 是DJ外亦是IT專才
- 傅秋男 - 現於英國成立PR公司
- 唐政政
- Zita 黃惠子

## 新聞主播
- 馮德賢
- 陳婉儀
- 蘇彩燕
- 盧昇華

## 英國特約主持
- 白帆
- 詹子鈞
- 張啓恒
- 張健威
- 劉潔玲
- 彭志榮
- 徐尚芝
- 王斌
- 黃家俊
- 邱妙瑩
- 袁儷洺
- YUKI

## 海外特約主持
- 彭晴（香港電台）
- 譚志侃（香港電台）

## 類似電台
- 加拿大中文電台
- 華人電台